# Operacja lotnicza „Staszek 2”
Operacja lotnicza „Staszek 2” – ostatni zrzut cichociemnych do okupowanej Polski w czasie II wojny światowej.
W nocy z 26 na 27 grudnia 1944 samolot Liberator BZ 965 „V” (301 Dywizjon RAF) startował z lotniska Campo Casale nieopodal Brindisi, Włochy.
Strefą zrzutu spadochroniarzy była placówka odbiorcza „Wilga 311” usytuowana w obszarze Beskidu Sądeckiego i Gorców koło wsi Szczawa, 23 km od Nowego Targu,
Dowódcą operacji był S/L Eugeniusz Arciuszkiewicz, z samolotu Liberator BZ 965 „V” (301 Dywizjon PAF, załoga:
- Pilot – F/L Stanisław Reymer-Krzywicki,
- Pilot – F/O Mikołaj Paraśkiewicz /
- Nawigator – S/L Eugeniusz Arciuszkiewicz /
- Radiotelegrafista – W/O Dionizy Budnicki /
- Mechanik pokładowy – Sgt. J. Brzeziński /
- Strzelec – P/O K. Grabowski /
- Despatcher – F/S Stanisław Baran).

Celem misji było dostarczenie sprzętu i pieniędzy dla Armii Krajowej i transport sześciu cichociemnych do Polski, ekipa skoczków nr: LXIII:
- Kapitan Stanisław Dmowski „Podlasiak”, dowódca ekipy,
- Ppor. Bronisław Czepczak „Zwijak 2”,
- Podporucznik Jan Matysko „Oskard”,
- Kapitan Jan Parczewski „Kraska”,
- Major Zdzisław Sroczyński „Kompresor”,
- Major Witold Uklański „Herold”.

Głównie oficerowie łączności, ich zadaniem było przygotowanie działalności konspiracyjnej po wkroczeniu Sowietów.
Skoczkowie przerzucili 589 800 dolarów w banknotach, 6 tys. dolarów w złocie i 760 tys. reichsmarek.
Na potrzeby AK zrzucono także 15 zasobników i 4 paczek. Zasobniki i paczki zrzucono w pierwszym nalocie na placówkę, skoczkowie (po dwóch) wyskoczyli w czwartym, piątym i szóstym nalocie samolotu na placówkę.
Wskazują na to zapisy lotów że to był drugi lot tej ekipy, w poprzednich (25/26 grudnia) lot został odwołany przez telegraf bezprzewodowy.
Spadochroniarze wylądowali pomyślnie i zostali przyjęci przez Komórka Odbioru Zrzutów 1 Pułk Strzelców Podhalańskich Armii Krajowej, sprzęt i pieniądze zostały dostarczone do porucznika Antoni Turski ps. „Tolek”.
Samolot wrócił bezpiecznie do Campo Casale po około 8 godzinach lotu.

## Upamiętnienie
Loty lotników polskich i alianckich nad Polską zostały upamiętnione na Grobie Nieznanego Żołnierza w Warszawie, po 1990 r. napisem na jednej z tablic – „LOTY DO POLSKI 1941–1945”.